# (8597) Sandvicensis
(8597) Sandvicensis ist ein Asteroid des mittleren Hauptgürtels, der am 29. September 1973 von dem niederländischen Astronomenehepaar Cornelis Johannes van Houten und Ingrid van Houten-Groeneveld entdeckt wurde. Die Entdeckung geschah im Rahmen der 2. Trojaner-Durchmusterung, bei der von Tom Gehrels mit dem 120-cm-Oschin-Schmidt-Teleskop des Palomar-Observatoriums aufgenommene Feldplatten an der Universität Leiden durchmustert wurden, 13 Jahre nach Beginn des Palomar-Leiden-Surveys.
Der Asteroid gehört zur Eunomia-Familie, einer nach (15) Eunomia benannten Gruppe, zu der vermutlich fünf Prozent der Asteroiden des Hauptgürtels gehören. Die zeitlosen (nichtoskulierenden) Bahnelemente von (8597) Sandvicensis sind fast identisch mit denjenigen des kleineren, wenn man von der Absoluten Helligkeit von 16,0 gegenüber 13,0 ausgeht, Asteroiden (298170) 2002 TS145.
(8597) Sandvicensis ist nach der Brandseeschwalbe benannt, deren wissenschaftlicher Name Sterna sandvicensis lautet. Zum Zeitpunkt der Benennung des Asteroiden am 2. Februar 1999 befand sich die Brandseeschwalbe auf der niederländischen Roten Liste gefährdeter Arten. Die Anfangsbuchstaben der Asteroiden (8585) bis (8600) bilden die Redewendung Per aspera ad astra.